# Temporada 1963-64 de los Cincinnati Royals
La temporada 1963-64 fue la decimosexta de los Royals en la NBA. La temporada regular acabó con 55 victorias y 25 derrotas, ocupando el segundo puesto de la División Este, clasificándose para los playoffs, en los que cayeron en las finales de división ante Boston Celtics.

## Elecciones en elDraft
| Ronda | Puesto | Jugador       | Posición | Nacionalidad   | Universidad   |
| ----- | ------ | ------------- | -------- | -------------- | ------------- |
| T     | -      | Tom Thacker   | Escolta  | Estados Unidos | Cincinnati    |
| 3     | 22     | Jimmy Rayl    | Base     | Estados Unidos | Indiana       |
| 4     | 31     | Ken Charlton  |          | Estados Unidos | Colorado      |
| 5     | 40     | Mac Herndon   |          | Estados Unidos | Bradley       |
| 6     | 49     | Jim McCormack |          | Estados Unidos | West Virginia |

## Temporada regular
| División Este        | División Este | División Este | División Este | División Este | División Este | División Este | División Este | División Este |
| Equipo               | G             | P             | %             | PD            | Casa          | Fuera         | Neutral       | Div           |
| -------------------- | ------------- | ------------- | ------------- | ------------- | ------------- | ------------- | ------------- | ------------- |
| x-Boston Celtics     | 59            | 21            | .738          | –             | 26–4          | 21–17         | 12–0          | 25–11         |
| x-Cincinnati Royals  | 55            | 25            | .688          | 4             | 26–7          | 18–18         | 11–0          | 27–9          |
| x-Philadelphia 76ers | 34            | 46            | .425          | 25            | 18–12         | 12–22         | 4–12          | 13–23         |
| New York Knicks      | 22            | 58            | .275          | 37            | 10–25         | 8–27          | 4–6           | 7–29          |

## Playoffs

### Semifinales de División
Cincinnati Royals vs. Philadelphia 76ers 
| Fecha       | Partido                                       | Ciudad     |
| ----------- | --------------------------------------------- | ---------- |
| 22 de marzo | Cincinnati Royals 127, Philadelphia 76ers 122 | Cincinnati |
| 24 de marzo | Philadelphia 76ers 122, Cincinnati Royals 114 | Filadelfia |
| 25 de marzo | Cincinnati Royals 101, Philadelphia 76ers 89  | Cincinnati |
| 28 de marzo | Philadelphia 76ers 129, Cincinnati Royals 120 | Filadelfia |
| 29 de marzo | Cincinnati Royals 130, Philadelphia 76ers 124 | Cincinnati |
|             | Cincinnati gana las series 3-2                |            |

### Finales de División
Boston Celtics vs. Cincinnati Royals
| Fecha       | Partido                                  | Ciudad     |
| ----------- | ---------------------------------------- | ---------- |
| 31 de marzo | Boston Celtics 103, Cincinnati Royals 87 | Boston     |
| 2 de abril  | Boston Celtics 101, Cincinnati Royals 90 | Boston     |
| 5 de abril  | Cincinnati Royals 92, Boston Celtics 102 | Cincinnati |
| 7 de abril  | Cincinnati Royals 102, Boston Celtics 93 | Cincinnati |
| 9 de abril  | Boston Celtics 109, Cincinnati Royals 95 | Boston     |
|             | Boston gana las series 4-1               |            |

## Estadísticas
| Rk | Jugador         | Edad | P  | PT | MP   | TC   | TCI  | %TC  | TL   | TLI  | %TL  | RB   | AS   | FP  | PTS  |
| 1  | Oscar Robertson | 25   | 79 |    | 45.1 | 10.6 | 22.0 | .483 | 10.1 | 11.9 | .853 | 9.9  | 11.0 | 3.5 | 31.4 |
| 2  | Jerry Lucas     | 23   | 79 |    | 41.4 | 6.9  | 13.1 | .527 | 3.9  | 5.0  | .779 | 17.4 | 2.6  | 3.8 | 17.7 |
| 3  | Wayne Embry     | 26   | 80 |    | 36.4 | 7.0  | 15.2 | .458 | 3.4  | 5.2  | .650 | 11.6 | 1.4  | 4.1 | 17.3 |
| 4  | Jack Twyman     | 29   | 68 |    | 29.4 | 6.6  | 14.6 | .450 | 2.8  | 3.4  | .829 | 5.4  | 2.0  | 3.9 | 15.9 |
| 5  | Tom Hawkins     | 27   | 73 |    | 24.2 | 3.5  | 7.9  | .441 | 1.5  | 2.6  | .601 | 6.0  | 1.0  | 2.7 | 8.6  |
| 6  | Bucky Bockhorn  | 30   | 70 |    | 23.9 | 3.5  | 8.4  | .412 | 1.4  | 1.8  | .762 | 2.9  | 2.5  | 3.2 | 8.3  |
| 7  | Adrian Smith    | 27   | 66 |    | 23.1 | 3.5  | 8.7  | .406 | 2.3  | 3.0  | .782 | 2.2  | 2.2  | 2.5 | 9.4  |
| 8  | Bob Boozer      | 26   | 32 |    | 22.7 | 4.3  | 10.4 | .416 | 2.3  | 3.7  | .622 | 5.6  | 1.0  | 2.6 | 11.0 |
| 9  | Bud Olsen       | 23   | 49 |    | 10.5 | 1.7  | 4.3  | .405 | 0.7  | 1.2  | .561 | 3.0  | 0.6  | 1.6 | 4.1  |
| 10 | Jay Arnette     | 25   | 48 |    | 10.4 | 1.5  | 4.1  | .362 | 0.9  | 1.1  | .778 | 1.1  | 1.5  | 2.2 | 3.8  |
| 11 | Tom Thacker     | 24   | 48 |    | 9.5  | 1.1  | 3.8  | .293 | 0.5  | 1.1  | .491 | 2.4  | 1.1  | 1.1 | 2.8  |
| 12 | Larry Staverman | 27   | 34 |    | 9.4  | 1.4  | 3.4  | .414 | 1.1  | 1.4  | .830 | 2.8  | 0.5  | 1.8 | 4.0  |

## Galardones y récords
| Jugador         | Galardón                                                              |
| Jerry Lucas     | Rookie del Año de la NBA 2º Mejor quinteto de la NBA All-Star         |
| Oscar Robertson | MVP de la NBA Mejor quinteto de la NBA All-Star MVP del All-Star Game |
| Wayne Embry     | All-Star                                                              |